# La Vega
La Vega ist eine Provinz im Zentrum der Dominikanischen Republik.
1992 wurde der südöstliche Teil der Provinz abgetrennt und ist seitdem die eigenständige Provinz Monseñor Nouel.

## Geografie
Die Provinz La Vega wird bestimmt von der Cordillera Central mit ihren Hochtälern bei Jarabacoa und Constanza und der fruchtbaren Ebene Cibao.

## Wirtschaft
Die Landwirtschaft prägt die Wirtschaft der Provinz. Speziell in den Hochtälern um Jarabacoa und Constanza, wo das ganze Jahr über kühlere Temperaturen als im Rest des Landes herrschen, werden Kartoffeln, Kohl, Erdbeeren, Äpfel und Kaffee angebaut.
Das Gebirge der Cordillera Central zieht auch immer mehr Touristen und Einheimische an. Besonders Bergwanderungen zu Fuß oder mit dem Pferd, Wildwassersportarten wie Rafting und Canyoning sind ein Anziehungspunkt der Region.

## Wichtige Städte und Ortschaften
- Concepción de la Vega, Provinzhauptstadt
- Constanza
- Jarabacoa
- Jima Abajo
- Rincón